# Зимняя жара
«Зимняя жара» (фр. 25 degrés en hiver) — художественный фильм-мелодрама 2004 года режиссёра Стефана Вуйе. Совместное производство Бельгии, Испании, России и Франции.

## Сюжет
Одесситка Соня отправляется в Брюссель на поиски своего мужа Евгения, три года назад уехавшего на заработки, но так и не вернувшегося. За Соней, нелегально въехавшей в страну, гонится иммиграционная полиция и, спасаясь от преследователей, женщина неожиданно оказывается в автомобиле Мигеля. Мигель, чья жена, как и Евгений, недавно пропала, уехав в США, решает помочь ей в поисках. Вместе с Мигелем, его матерью Абелитой и маленькой дочерью Лаурой Соня отправляется в автомобильный вояж по Брюсселю…

## В ролях
| Актёр                | Роль      |
| -------------------- | --------- |
| Ингеборга Дапкунайте | Соня      |
| Жак Гамблен          | Мигель    |
| Кармен Маура         | Абелита   |
| Рафаэлль Молинье     | Лаура     |
| Педро Ромеро         | Хуан      |
| Лубна Азабаль        | Лубна     |
| Валери Ламетре       | Эстель    |
| Александр Медведев   | Евгений   |
| Жоззе Де Паув        | Хаймлетер |

## Съёмочная группа
- Режиссёр: Стефан Вуйе
- Сценаристы: Стефан Вуйе, Стефан Маландрен, Педро Ромеро
- Оператор: Вальтер Ван ден Энде
- Композитор: Тристан Вуйе
- Продюсеры: Марион Хансель, Сергей Сельянов

## Награды и номинации
В 2004 году фильм завоевал приз читательского жюри газеты «Berliner Morgenpost» на Международном берлинском кинофестивале и номинировался на «Золотого медведя». В том же году Стефан Вуйе получил номинацию на «Золотую биснагу» на Международном кинофестивале в Малаге, а в 2005 году — приз зрительских симпатий на Международной кинонеделе в Вюрцбурге.